# جبل سليع
جبل غار ثور، هو جبل يقع جنوب مكة المكرمة ومن خلف ثور يمر الطريق الموصل من المطار إلى جدة، ويعرف لدى الناس بطريق الخواجات لأنه روعي في اتخاذه أن يكون
جبل سليع، أحد جبال المدينة المنورة، وهو جبل صغير يقع جنوب جبل سلع إذ تفصل بينهما منطقة صغيرة كانت تسمى ثنية عثعث، وشمالي غرب المسجد النبوي، وسكن على سفحه وحوله بنو أسلم من المهاجرين، وقد بنى عليه جماز بن شيحة وهو أحد أمراء المدينة في العهد المملوكي سبعين قصرا محصنا واتخذه مقراً له، وفي عهد السلطان العثماني سليمان القانوني امتد سور المدينة من خلفه وبنيت عليه بعض أبراج السور والقلعة، وضمن التنظيمات الحديثة للمنطقة المركزية المحيطة بالحرم اقتطعت مساحات من قاعدته وسفحه وبقي منه الجزء المرتفع ليدل على وجوده التاريخي ، ويبعد عن المسجد النبوي الشريف بحدود 500 م تقريبا.
يقع هذا الجبل إلى الغرب تماماً من سقيفة بني ساعدة بعد عبور شارع المناخة فوق النفق وقد أكلته البيوت تكسيراً وخنقته العمارات الشاهقة والفنادق، ولكن بقيت قمته صخراً أملس عالياً بين العمارات يراه من دخل بين فندق قاسم وبين مبنى وزارة الإعلام القديم وبينه وبين جبل سلع ثنية (ريع) كانت تعرف بثنية العثعث ويصعد مع هذه الثنية الشارع المعروف اليوم بباب الكومة، وكان الجبيل يعرف قديماً بجبل جهينة حيث كانت منازلهم إلى الجنوب والشرق منه، وفي الجهة القبلية لهذا الجبيل يوجد مسجد عرف في العصر النبوي بمسجد جهينة أو مسجد بلي حيث كان الحيان في نفس المنطقة وطلب شيخ مسن من بلي من النبي ﷺ أن يصلي له في مكان يتخذه مصلى فصلى له في مكان فصار يقال: المسجد لبلي والخط لجهينة يعني أنه ﷺ خط ذلك المكان لمهاجري جهينة فسكنوا فيه وأدركت هذا المسجد مبنياً بناء قديماً بالحجارة بناء يشبه بناء الأتراك، ثم هد بعد ذلك وبني في الطابق العلوي وجعل أسفله دورة مياه، ودكاكين تابعة له، كما أدركت على هذا الجبيل قلعة تركية قديمة، ويعتبر سليع هذا آخر حد غربي لسوق المدينة الذي خطه الرسول ﷺ والذي ذكرنا أنه يمتد من الشمال من جبل المستند شرقي مشهد النفس الزكية حتى مسجد المصلى (أي الغمامة) وكان في منتصفه موضع أحجار الزيت التي ورد أن الله أجرى فيها معجزة لنبيه ﷺ حين طلب زيتاً فلم يوجد فنبع له من هذه الأحجار. وبين منازل جهينة وسقيفة بني ساعدة كانت تقع منازل المهاجرين من غفار، وفيها دار أبي رهم الغفاري الصحابي الذي ذبح يوم أحد فجيء به إلى رسول الله ﷺ فتفل عليه فقام من حينه كأن لم يمسه سوء.

## آثار جبل سليع
يوجد على اعلى سفحه الجنوبي كتابة كوفية أثرية فيها:«أمسى وأصبح عمر وأبو بكر يشكوان إلى اللهِ من كل ما يكره، يقبل الله عمر، الله يعامل عمر بالمغفرة».